# 霍普威爾 (迪卡爾布縣)
霍普威爾（英語：Hopewell）是一個位於美國阿拉巴馬州迪卡爾布縣的非建制地區。該地的面積和人口皆未知。

## 地理
霍普威爾的座標為34°22′28″N 85°02′51″W / 34.37444°N 85.0475°W，而該地最高點為海拔高度354米（即1165英尺）。